# Menella
Menella is een geslacht van neteldieren uit de klasse van de Anthozoa (bloemdieren).

## Soorten
- Menella filiformis (Kükenthal, 1908)
- Menella flora (Nutting, 1910)
- Menella grandiflora Nutting, 1908
- Menella grayi Nutting, 1910
- Menella heterospiculata (Broch, 1916)
- Menella indica (Ridley, 1888)
- Menella indica Gray, 1870
- Menella kanisa Grasshoff, 2000
- Menella kouare Grasshoff, 1999
- Menella lenzii (Studer, 1895)
- Menella michaelseni (Kükenthal, 1908)
- Menella mikrodentata (Broch, 1916)
- Menella mjobergi (Broch, 1916)
- Menella multispinosa (Broch, 1916)
- Menella praelonga (Ridley, 1884)
- Menella pseudoaurantiaca (Stiasny, 1942)
- Menella ramosissima (Stiasny, 1935)
- Menella regularis (Kükenthal, 1909)
- Menella rigida (Kükenthal, 1908)
- Menella rubescens Nutting, 1910
- Menella simplex (Kükenthal, 1908)
- Menella spinifera (Kükenthal, 1911)
- Menella spinosa (Kükenthal, 1908)
- Menella unilateralis (Studer, 1895)
- Menella woodin Grasshoff, 1999